# Charlas
Charlas ist eine französische Gemeinde mit 253 Einwohnern (Stand 1. Januar 2022) im Département Haute-Garonne in der Region Okzitanien (zuvor Midi-Pyrénées). Die Einwohner werden als Charlasiens bezeichnet.

## Lage
Das Gemeindegebiet wird vom Fluss Save durchquert, an der nördlichen Grenze verläuft sein Zufluss Bernesse.
Umgeben wird Charlas von den Nachbargemeinden: 
| Blajan     | Saint-Pé-Delbosc                            | Montgaillard-sur-Save |
| Lespugue   | Kompassrose, die auf Nachbargemeinden zeigt | Saman                 |
| Sarremezan | Cardeilhac                                  | Saint-Lary-Boujean    |

## Bevölkerungsentwicklung
| Jahr                       | 1962 | 1968 | 1975 | 1982 | 1990 | 1999 | 2009 | 2017 | 2019 |
| -------------------------- | ---- | ---- | ---- | ---- | ---- | ---- | ---- | ---- | ---- |
| Einwohner                  | 286  | 249  | 222  | 221  | 196  | 189  | 223  | 242  | 250  |
| Quellen: Cassini und INSEE |      |      |      |      |      |      |      |      |      |

## Sehenswürdigkeiten

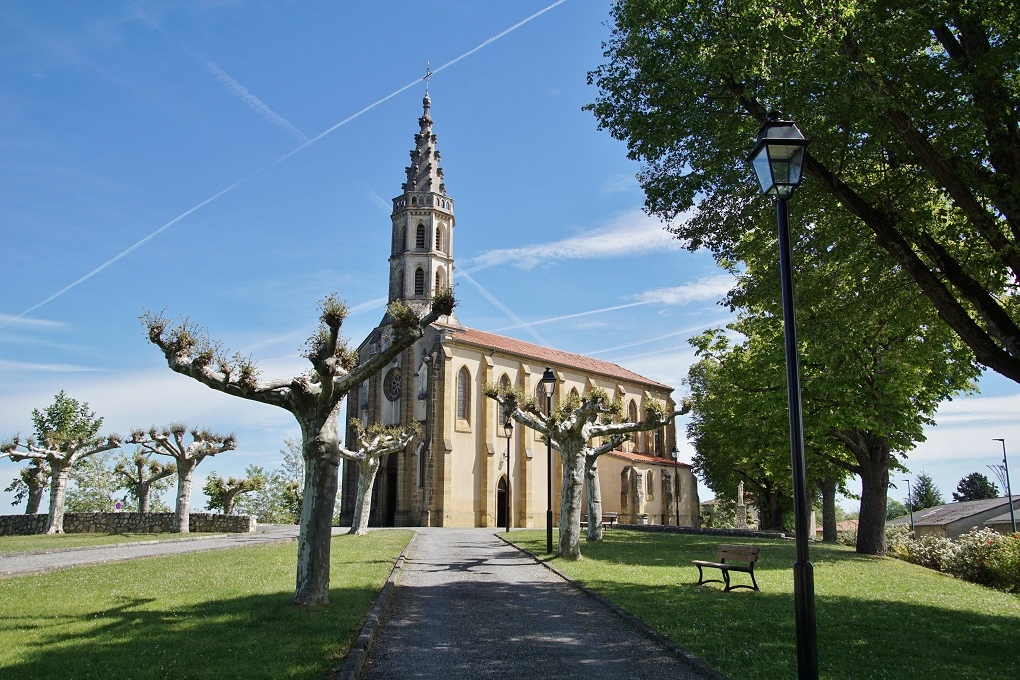
Kirche Saint-Pierre-Saint-Paul

- Kirche Saint-Pierre-Saint-Paul (St. Peter und Paul)
- Kirche Nativité-de-la-Sainte-Vierge im Ortsteil Avezac (Geburt der Heiligen Jungfrau)